# Román Parygin
Román Gennádievich Parygin (ruso: Роман Геннадиевич Парыгин) nacido el 1 de octubre de 1979 en Leningrado, URSS. Vocalista, compositor y trompetista de los grupos Spitfire y Preztige.

## Biografía
Desde temprana edad Román comenzó a tocar la trompeta, y se desempeñó mejor entre los 10 y 12 años en la orquesta escolar. A principio de los años 1990 se reunió con Igor Vdovinim y Sergei Shnurov, músicos de Ujo Van Goga (“La oreja de Van Gogh”). Desde entonces Parygin descubrió una pasión por la música punk. Es graduado de la escuela Musorgskogo.
A principios de 1997, Román Parygin viajó en uno de los primeros conciertos del grupo Leningrad.
En los años 1997-1998 fue trompetista del grupo Spitfire, en sustitución de Alekséi Pushkariova, muy rápidamente se unió a la banda, como ejecutante de trompeta y teclados. Ya en 1999 compone “Antagonizm”, donde las parte vocales son realizadas por Román.
En 2004, Román se convirtió en la figura representativa del grupo, compartiendo este “puesto” con Konstantin Limonov guitarrista fundador de Spifire.
En el 2006 Limonov abandona la banda, lo que lo convierte a Parygin en un verdadero líder de la banda de ska de St. Petersburgo. Román comenzó a escribir las canciones del grupo, sus composiciones son más notorias en el cuarto álbum de la banda Lifetime Visa.
Desde de 2002 forma parte de la banda Leningrad como trompetista.

## Discografía

### Leningrad
- 2002 – Pirati XXI veka
- 2003 – Dlya millionov
- 2004 – Babarobot
- 2005 – Hleb
- 2006 – Babie leto
- 2007 – Avrora

### Spitfire
- 1999 - The Coast is Clear
- 2004 - Thrills and Kills
- 2008 - Lifetime Visa

## Enlaces
- sitio web de Spitfire
- Antiguo sitio web de Leningrad
- sitio oficial en Myspace
- Sitio oficial en Myspace

- Datos: Q4346360